# Хоппе, Пауль Вернер
Пауль Вернер Хоппе (нем. Paul Werner Hoppe; 28 февраля 1910, Берлин, Германская империя — 15 июля 1974, Бохум, ФРГ) — оберштурмбаннфюрер СС, комендант концентрационного лагеря Штуттгоф.

## Биография
Пауль Вернер Хоппе родился 28 февраля 1910 года в семье архитектора. В Берлине посещал среднюю школу и реальное училище, которое окончил весной 1929 года. В 1931 году Хоппе поступил в высшую сельскохозяйственную школу Берлина на курс озеленения и садоводства, где проучился 5 семестров. 1 июня 1932 года вступил в национал-социалистический союз студентов. В январе 1933 года был зачислен в ряды общих СС (№ 116695). 1 апреля 1933 года вступил в НСДАП (билет № 1596491). С октября 1934 года проходил обучение в частях усиления СС. В апреле 1935 года учился в юнкерской школе СС в Брауншвейге. После прохождения учебного курса в концлагере Дахау был принят в руководящий корпус СС и в апреле 1936 года переведён в концлагерь Лихтенбург, где был начальником взвода. В 1936 году женился на Шарлотте Барановски, дочери Германа Барановски, коменданта концлагерей Лихтенбург и Заксенхаузен. В 1938 году стал адъютантом инспектора концлагерей Теодора Эйке. В 1939 году был призван на фронт и в составе 3-й танковой дивизии СС «Мёртвая голова» участвовал в Польской и Французской кампании. В 1941 году в качестве командира роты Хоппе отправили на Восточный фронт. Весной 1942 года был ранен под Демянском и признан непригодным для военной службы. 1 сентября 1942 года стал комендантом концлагеря Штуттгоф. Летом 1944 года в Штуттгоф из других лагерей прибыло 47000 еврейских заключенных. Хоппе распорядился отправить нетрудоспособных евреев в концлагерь Освенцим, а другие были убиты в лагере смертельными инъекциями или расстреляны. Осенью 1944 года помещение железнодорожного вагона было переоборудовано в газовую камеру, которая был использована для уничтожения заключенных.
Перед окончанием войны Хоппе по так называемым Крысиными тропам бежал во Фленсбург. В связи со скорым вторжением британских войск он получил там фальшивое документы на имя Пауля Хансена и после окончания войны работал садовником на севере Германии. 29 апреля 1946 года в Любеке был арестован британскими оккупационными властями и через несколько дней отправлен в лагерь для интернированных в Нойенгамме. В конце сентября 1946 года был отправлен в Великобританию для допроса, где до мая 1948 года находился в разных лагерях для военнопленных. В мае 1948 года был освобождён из британского плена, но вскоре был вновь арестован и доставлен в лагерь для интернированных в Фалингбостеле. 9 июня 1948 года, опасаясь экстрадиции в Польшу, Хоппе совершил побег из лагеря и в дальнейшем жил под чужим именем в Ольденбурге и на юге Германии. В октябре 1949 года переехал в Швейцарию. В декабре 1952 года вернулся в ФРГ и под фамилией Зальхов проживал в Виттене, где 17 апреля 1953 года был арестован. 4 июня 1957 года земельным судом Бохума за преступления в концлагере Штуттгоф был приговорён к 9 годам заключения в тюрьме строгого режима. В конце 1960 года был досрочно освобождён. Умер в 1974 году.